# 1985 în științifico-fantastic
- 1984 în științifico-fantastic — 1985 în științifico-fantastic — 1986 în științifico-fantastic

1985 în științifico-fantastic a implicat o serie de evenimente:

## Nașteri și decese

### Nașteri
- Becky Chambers

### Decese
- Marc Agapit (Pseudonimul lui Adrien Sobra) (n. 1897)
- René Barjavel (n. 1911)
- Taylor Caldwell (n. 1927)
- Italo Calvino (n. 1923)
- Felix Gasbarra (n. 1895)
- Robert Graves (n. 1895)
- Hans K. Kaiser (n. 1911)
- C. V. Rock (n. 1906)
- Larry T. Shaw (n. 1924)
- T. L. Sherred (n. 1915)
- Theodore Sturgeon (n. 1918)
- Bernhard Wolfe (n. 1915)
- Janusz A. Zajdel (n. 1938)

## Cărți

### Romane
- Always Coming Home de Ursula K. Le Guin
- Artifact de Gregory Benford
- Brightness Falls from the Air de James Tiptree Jr.
- Canonicatul Dunei de Frank Herbert
- Child of Fortune de Norman Spinrad
- Children of the Dust de Louise Lawrence
- Contact de Carl Sagan
- Cuckoo's Egg de C. J. Cherryh
- CV de Damon Knight
- Dayworld de Philip José Farmer
- Eon de Greg Bear
- Footfall de Larry Niven și Jerry Pournelle
- The Forest of Peldain de Barrington J. Bayley
- Galápagos de Kurt Vonnegut
- Great Kings' War de John F. Carr și Roland J. Green
- Helliconia iarna de Brian Aldiss
- In Other Worlds de A. A. Attanasio
- Jocul lui Ender de Orson Scott Card
- Last Letters from Hav de Jan Morris
- The Man Who Never Missed (Matador #5) de Steve Perry
- The Moon and the Face de Patricia A. McKillip (roman pentru tineret)
- Night of Power de Spider Robinson
- Palatul mutantului de Tim Powers
- Pokój na Ziemi (Pace pe Pământ) de Stanisław Lem
- Politician de Piers Anthony
- Poștașul de David Brin
- Povestea slujitoarei de Margaret Atwood
- The Proteus Operation de James P. Hogan
- The Rod of Light de Barrington J. Bayley
- Saraband of Lost Time de Richard Grant
- Schismatrix de Bruce Sterling
- Sentenced to Prism de Alan Dean Foster
- Space Demons de Gillian Rubinstein
- Star Healer de James White
- Starquake de Robert L. Forward
- Terrarium de Scott Russell Sanders
- Time After Time is a novel by Allen Appel
- The Timeservers de Russell M. Griffin
- Uhura's Song de Janet Kagan
- Valurile liniștesc vântul de Arkadi și Boris Strugațki

### Colecții de povestiri
- O planetă numită anticipație
- Avertisment pentru liniștea planetei
- Nici un zeu în cosmos
- Zburătorii nopții

### Povestiri
- „Anomia” de Mihail Grămescu
- „Penelopa” de Ovidiu Bufnilă
- „O evadare perfectă”  de John Kessel
- „Trei pisici albe pe acoperiș” de Ovidiu Bufnilă
- „Un aspect fundamental al opțiunii” de Ovidiu Bufnilă

## Filme
| Titlu                               | Regizor                       | Distribuție                                                     | Țara                                                                               | Sub-Gen /Note    |
| ----------------------------------- | ----------------------------- | --------------------------------------------------------------- | ---------------------------------------------------------------------------------- | ---------------- |
| The Aurora Encounter                | Jim McCullough, Sr.           | Jack Elam, Peter Brown, Carol Bagdasarian                       | Statele Unite ale Americii                                                         |                  |
| Back to the Future                  | Robert Zemeckis               | Michael J. Fox, Christopher Lloyd, Crispin Glover, Lea Thompson | Statele Unite ale Americii                                                         | [ 2 ]            |
| Brazil                              | Terry Gilliam                 | Jonathan Pryce, Michael Palin, Kim Greist, Robert De Niro       | Regatul Unit al Marii Britanii și al Irlandei de Nord                              | [ 3 ]            |
| City Limits                         | Aaron Lipstadt                | Darrell Larson, John Stockwell, Kim Cattrall                    | Statele Unite ale Americii                                                         |                  |
| Cocoon                              | Ron Howard                    | Don Ameche, Wilford Brimley, Hume Cronyn                        | Statele Unite ale Americii                                                         |                  |
| D.A.R.Y.L.                          | Simon Wincer                  | Mary Beth Hurt, Michael McKean, Kathryn Walker                  | Statele Unite ale Americii                                                         |                  |
| The Dungeonmaster                   | Dave Allen, Charles Band      | Jeffrey Byron, Leslie Wing, Richard Moll                        | Statele Unite ale Americii                                                         |                  |
| Enemy Mine                          | Wolfgang Petersen             | Dennis Quaid, Louis Gossett, Jr., Brion James                   | Statele Unite ale Americii                                                         |                  |
| Explorers                           | Joe Dante                     | Ethan Hawke, River Phoenix                                      | Statele Unite ale Americii                                                         |                  |
| Gwen, or the Book of Sand           | Jean-François Laguionie       | Michel Robin, Lorella Di Cicco                                  | Franța                                                                             | Film de animație |
| Joey                                | Roland Emmerich               | Joshua Morrell, Eva Kryll                                       | Germania de Vest                                                                   |                  |
| Lifeforce                           | Tobe Hooper                   | Steve Railsback, Peter Firth, Frank Finlay                      | Regatul Unit al Marii Britanii și al Irlandei de Nord · Statele Unite ale Americii |                  |
| Mad Max Beyond Thunderdome          | George Ogilvie, George Miller | Mel Gibson, Tina Turner                                         | Australia                                                                          |                  |
| Morons from Outer Space             | Mike Hodges                   | Mel Smith, Griff Rhys Jones, Paul Brown                         | Regatul Unit al Marii Britanii și al Irlandei de Nord                              |                  |
| My Science Project                  | Jonathan Betuel               | John Stockwell, Fisher Stevens, Raphael Sbarge                  | Statele Unite ale Americii                                                         |                  |
| O-Bi, O-Ba: The End of Civilization | Piotr Szulkin                 | Jerzy Stuhr, Krystyna Janda                                     | Polonia                                                                            |                  |
| Odin: Photon Sailer Starlight       |                               |                                                                 | Japonia                                                                            | Film anime       |
| The Quiet Earth                     | Geoff Murphy                  | Bruno Lawrence, Alison Routledge                                | Noua Zeelandă                                                                      |                  |
| Real Genius                         | Martha Coolidge               | Val Kilmer, Gabriel Jarret                                      | Statele Unite ale Americii                                                         |                  |
| Re-Animator                         | Stuart Gordon                 | Jeffrey Combs, Bruce Abbott, Barbara Crampton                   | Statele Unite ale Americii                                                         |                  |
| Space Rage                          | Conrad E. Palmisano           | Richard Farnsworth, Michael Paré, John Laughlin                 | Statele Unite ale Americii                                                         |                  |
| Starchaser: The Legend of Orin      | Steven Hahn                   | Joe Colligan, Anthony De Longis, Carmen Argenziano              | Statele Unite ale Americii                                                         | Film de animație |
| Weird Science                       | John Hughes                   | Anthony Michael Hall, Kelly LeBrock, Ilan Mitchell-Smith        | Statele Unite ale Americii                                                         |                  |
|                                     |                               |                                                                 |                                                                                    |                  |

## Premii

### Premiul Hugo
Premiile Hugo decernate la Worldcon pentru cele mai bune lucrări apărute în anul precedent:
- Premiul Hugo pentru cel mai bun roman:[4] Neuromantul de William Gibson
- Premiul Hugo pentru cea mai bună povestire:
- Premiul Hugo pentru cea mai bună prezentare dramatică:
- Premiul Hugo pentru cea mai bună revistă profesionistă:
- Premiul Hugo pentru cel mai bun fanzin:

### Premiul Nebula
Premiile Nebula acordate de Science Fiction and Fantasy Writers of America pentru cele mai bune lucrări apărute în anul precedent:
- Premiul Nebula pentru cel mai bun roman:[5] Jocul lui Ender de Orson Scott Card
- Premiul Nebula pentru cea mai bună nuvelă:
- Premiul Nebula pentru cea mai bună povestire:

### Premiul Saturn
Premiile Saturn sunt acordate de Academy of Science Fiction, Fantasy and Horror Films:
- Premiul Saturn pentru cel mai bun film științifico-fantastic: Înapoi în viitor -- Back to the Future, regizat de Robert Zemeckis